# Russ Freeman (músico)
James Russell Freeman (Galveston, Texas, 11 de febrero de 1960) es un guitarrista y compositor de jazz. Estudió en la UCLA, y formó su grupo de jazz rock, The Rippingtons, en 1986. Freeman y su mánager, Andi Howard, crearon un sello discográfico, Peak Records, en 1994. Además de ser productor y arreglista, Freeman toca también el bajo, los teclados y la batería.  

## Discografía
- Moonlighing (1987)
- Kilimanjaro (1988)
- Tourist in Paradise (1989)
- Welcome to the St. James' Club (1990)
- Curves Ahead (1991)
- Weekend in Monaco (1992)
- Live in L.A. (1993)
- Sahara (1994)
- Brave New World (1996)
- Black Diamond (1997)
- The Best of The Rippingtons (1997)
- Topaz (1999)
- Life in the Tropics (2000)
- Live Across America (2002)
- Let It Ripp (2003)
- Wild Card (2005)
- 20th Anniversary (2006)
- Modern Art (2009)
- Côte d'Azur (2011)
- Built to Last (2012)
- Fountain of Youth (2014)

## Premios
- University School of Nashville, Tennessee, Distinguished Alumni Award for 1995[2]